# Microdinodes transvaalica
Microdinodes transvaalica is een keversoort uit de familie beekkevers (Elmidae). De wetenschappelijke naam van de soort werd in 1895 gepubliceerd door Antoine Henri Grouvelle.